# 介護福祉士養成施設
介護福祉士養成施設（かいごふくししようせいしせつ）は、介護福祉士として必要な知識を及び技術を修得させるための施設。

## 学校一覧

### 大学
2021年現在、大学（学士課程）である介護福祉士養成施設は、募集停止校を除き58校存在する。
| 学校名                 | 学部名             | 学科名                     | 専攻・コース名                 | 所在地               |
| ---------------------- | ------------------ | -------------------------- | ------------------------------ | -------------------- |
| 北翔大学               | 生涯スポーツ学部   | 健康福祉学科               |                                | 北海道江別市         |
| 北海道医療大学         | 看護福祉学部       | 臨床福祉学科               | 介護福祉コース                 | 北海道石狩郡当別町   |
| 仙台大学               | 体育学部           | 健康福祉学科               |                                | 宮城県柴田郡柴田町   |
| 東北福祉大学           | 総合福祉学部       | 社会福祉学科               |                                | 宮城県仙台市         |
| 東北文化学園大学       | 医療福祉学部       | 保健福祉学科               | 生活福祉専攻                   | 宮城県仙台市         |
| 秋田看護福祉大学       | 看護福祉学部       | 福祉学科                   |                                | 秋田県大館市         |
| 郡山女子大学           | 家政学部           | 人間生活学科               | 福祉コース                     | 福島県郡山市         |
| 東日本国際大学         | 健康福祉学部       | 社会福祉学科               |                                | 福島県いわき市       |
| 国際医療福祉大学       | 医療福祉学部       | 医療福祉・マネジメント学科 |                                | 栃木県大田原市       |
| 高崎健康福祉大学       | 健康福祉学部       | 社会福祉学科               | 介護福祉コース                 | 群馬県高崎市         |
| 東京福祉大学           | 社会福祉学部       | 社会福祉学科               | 社会福祉専攻介護福祉コース     | 群馬県伊勢崎市       |
| 十文字学園女子大学     | 人間生活学部       | 人間福祉学科               | 社会福祉・介護福祉コース       | 埼玉県新座市         |
| 城西国際大学           | 福祉総合学部       | 福祉総合学科               | 介護福祉コース                 | 千葉県東金市         |
| 聖徳大学               | 心理・福祉学部     | 社会福祉学科               | 介護福祉コース                 | 千葉県松戸市         |
| 東京基督教大学         | 神学部             | 国際キリスト教福祉学科     | キリスト教福祉学専攻           | 千葉県印西市         |
| 大妻女子大学           | 人間関係学部       | 人間福祉学科               |                                | 東京都多摩市         |
| 白梅学園大学           | 子ども学部         | 家族・地域支援学科         |                                | 東京都小平市         |
| 帝京科学大学           | 医療科学部         | 医療福祉学科               |                                | 東京都足立区         |
| 東洋大学               | ライフデザイン学部 | 生活支援学科               | 生活支援学専攻介護福祉士コース | 東京都北区           |
| 日本社会事業大学       | 社会福祉学部       | 福祉援助学科               |                                | 東京都清瀬市         |
| 文京学院大学           | 人間学部           | 人間福祉学科               |                                | 埼玉県ふじみ野市     |
| 目白大学               | 人間学部           | 人間福祉学科               |                                | 東京都新宿区         |
| 田園調布学園大学       | 人間福祉学部       | 社会福祉学科               | 介護福祉専攻                   | 神奈川県川崎市       |
| 神奈川県立保健福祉大学 | 保健福祉学部       | 社会福祉学科               | 介護福祉士コース               | 神奈川県横須賀市     |
| 新潟医療福祉大学       | 社会福祉学部       | 社会福祉学科               | 介護福祉コース                 | 新潟県新潟市         |
| 新潟青陵大学           | 福祉心理学部       | 社会福祉学科               | 福祉ケアコース                 | 新潟県新潟市         |
| 山梨県立大学           | 人間福祉学部       | 福祉コミュニティ学科       |                                | 山梨県甲府市         |
| 身延山大学             | 仏教学部           | 仏教学科                   | 福祉学専攻                     | 山梨県南巨摩郡身延町 |
| 静岡福祉大学           | 社会福祉学部       | 健康福祉学科               |                                | 静岡県焼津市         |
| 聖隷クリストファー大学 | 社会福祉学部       | 社会福祉学科               | 介護福祉コース                 | 静岡県浜松市         |
| 金城大学               | 社会福祉学部       | 社会福祉学科               | 生活支援コース                 | 石川県白山市         |
| 中部学院大学           | 人間福祉学部       | 人間福祉学科               | 介護支援コース                 | 岐阜県関市           |
| 東海学院大学           | 健康福祉学部       | 総合福祉学科               | 介護福祉コース                 | 岐阜県各務原市       |
| 同朋大学               | 社会福祉学部       | 社会福祉学科               | 社会福祉専攻介護福祉コース     | 愛知県名古屋市       |
| 日本福祉大学           | 健康科学部         | リハビリテーション学科     | 介護学専攻                     | 愛知県半田市         |
| 大阪人間科学大学       | 人間科学部         | 社会福祉学科               |                                | 大阪府摂津市         |
| 桃山学院大学           | 社会学部           | 社会福祉学科               |                                | 大阪府和泉市         |
| 関西福祉科学大学       | 社会福祉学部       | 社会福祉学科               | 福祉実践コース                 | 大阪府柏原市         |
| 神戸医療福祉大学       | 人間社会学部       | 社会福祉学科               | 介護福祉モデル                 | 兵庫県神崎郡福崎町   |
| 神戸女子大学           | 健康福祉学部       | 社会福祉学科               |                                | 兵庫県神戸市         |
| 新見公立大学           | 健康科学部         | 地域福祉学科               |                                | 岡山県新見市         |
| 岡山県立大学           | 保健福祉学部       | 現代福祉学科               | 介護福祉マネジメント学コース   | 岡山県総社市         |
| 広島国際大学           | 健康科学部         | 医療福祉学科               | 介護福祉学専攻                 | 広島県東広島市       |
| 広島文教大学           | 人間科学部         | 人間福祉学科               | 介護福祉コース                 | 広島県広島市         |
| 福山平成大学           | 福祉健康学部       | 福祉学科                   | 介護福祉コース                 | 広島県福山市         |
| 徳山大学               | 福祉情報学部       | 人間コミュニケーション学科 | 社会福祉コース                 | 山口県周南市         |
| 東亜大学               | 医療学部           | 医療工学科                 | 医療福祉コース                 | 山口県下関市         |
| 聖カタリナ大学         | 人間健康福祉学部   | 社会福祉学科               |                                | 愛媛県松山市         |
| 高知県立大学           | 社会福祉学部       | 社会福祉学科               |                                | 高知県高知市         |
| 西九州大学             | 健康福祉学部       | 社会福祉学科               | 介護福祉コース                 | 佐賀県神埼市         |
| 長崎国際大学           | 人間社会学部       | 社会福祉学科               |                                | 長崎県佐世保市       |
| 長崎純心大学           | 人文学部           | 地域包括支援学科           | 地域包括ケアコース             | 長崎県長崎市         |
| 九州看護福祉大学       | 看護福祉学部       | 社会福祉学科               | 介護福祉課程                   | 熊本県玉名市         |
| 熊本学園大学           | 社会福祉学部       | 第一部社会福祉学科         |                                | 熊本県熊本市         |
| 九州保健福祉大学       | 社会福祉学部       | 臨床福祉学科               | 臨床福祉専攻                   | 宮崎県延岡市         |
| 鹿児島国際大学         | 福祉社会学部       | 社会福祉学科               |                                | 鹿児島県鹿児島市     |

#### 別科
2021年現在、大学の別科である介護福祉士養成施設は、募集停止校を除き2校存在する。
| 学校名       | 学科名                  | 修業年限 | 所在地         |
| ------------ | ----------------------- | -------- | -------------- |
| 武蔵野大学   | 別科 介護福祉士養成課程 | 2年制    | 東京都西東京市 |
| 宝塚医療大学 | 介護福祉別科            | 2年制    | 大阪府大阪市   |

### 短期大学
2021年現在、短期大学である介護福祉士養成施設は、募集停止校を除き44校存在する。
| 学校名                     | 学科名                 | 専攻・コース名                     | 所在地               |
| -------------------------- | ---------------------- | ---------------------------------- | -------------------- |
| 旭川市立大学短期大学部     | 食物栄養学科           |                                    | 北海道旭川市         |
| 帯広大谷短期大学           | 子ども福祉未来学科     | コミュニティ福祉専攻介護福祉コース | 北海道河東郡音更町   |
| 青森明の星短期大学         | 子ども福祉未来学科     | コミュニティ福祉専攻介護福祉コース | 青森県青森市         |
| 八戸学院大学短期大学部     | 介護福祉学科           |                                    | 青森県八戸市         |
| 弘前医療福祉大学短期大学部 | 介護福祉学科           |                                    | 青森県弘前市         |
| 聖和学園短期大学           | キャリア開発総合学科   | 介護福祉系                         | 宮城県仙台市         |
| 日本赤十字秋田短期大学     | 介護福祉学科           |                                    | 秋田県秋田市         |
| 東北文教大学短期大学部     | 人間福祉学科           |                                    | 山形県山形市         |
| 宇都宮短期大学             | 人間福祉学科           | 介護福祉専攻                       | 栃木県宇都宮市       |
| 佐野日本大学短期大学       | 総合キャリア教育学科   | 介護福祉士フィールド               | 栃木県佐野市         |
| 群馬医療福祉大学短期大学部 | 医療福祉学科           |                                    | 群馬県前橋市         |
| 浦和大学短期大学部         | 介護福祉科             |                                    | 埼玉県さいたま市     |
| 淑徳大学短期大学部         | 健康福祉学科           | 介護福祉専攻介護福祉コース         | 東京都板橋区         |
| 新潟青陵大学短期大学部     | 人間総合学科           | 介護福祉コース                     | 新潟県新潟市         |
| 飯田短期大学               | 家政学科               | 生活福祉専攻                       | 長野県飯田市         |
| 佐久大学信州短期大学部     | 福祉学科               |                                    | 長野県佐久市         |
| 長野女子短期大学           | 生活科学科             | 生活福祉専攻                       | 長野県長野市         |
| 松本短期大学               | 介護福祉学科           |                                    | 長野県松本市         |
| 静岡県立大学短期大学部     | 社会福祉学科           | 介護福祉専攻                       | 静岡県静岡市         |
| 富山短期大学               | 健康福祉学科           |                                    | 富山県富山市         |
| 富山福祉短期大学           | 社会福祉学科           | 介護福祉専攻                       | 富山県射水市         |
| 中部学院大学短期大学部     | 社会福祉学科           |                                    | 岐阜県関市           |
| 名古屋経営短期大学         | 健康福祉学科           |                                    | 愛知県尾張旭市       |
| 高田短期大学               | キャリア育成学科       | 介護福祉コース                     | 三重県津市           |
| びわこ学院大学短期大学部   | ライフデザイン学科     | 健康福祉コース                     | 滋賀県東近江市       |
| 大阪健康福祉短期大学       | 子ども福祉学科         | 介護福祉課程                       | 大阪府堺市           |
| 大阪城南女子短期大学       | 人間福祉学科           |                                    | 大阪府大阪市         |
| 四天王寺大学短期大学部     | 生活ナビゲーション学科 | ライフケア専攻                     | 大阪府羽曳野市       |
| 東大阪大学短期大学部       | 介護福祉学科           |                                    | 大阪府東大阪市       |
| 甲子園短期大学             | 生活環境学科           | 介護福祉フィールド                 | 兵庫県西宮市         |
| 奈良佐保短期大学           | 生活未来科             | 生活福祉コース                     | 奈良県奈良市         |
| 大阪健康福祉短期大学       | 保育・幼児教育学科     | 介護福祉課程                       | 島根県安来市         |
| 川崎医療短期大学           | 医療介護福祉科         |                                    | 岡山県倉敷市         |
| 山口芸術短期大学           | 保育学科               | 介護福祉コース                     | 山口県山口市         |
| 四国大学短期大学部         | 人間健康科             | 介護福祉専攻                       | 徳島県徳島市         |
| 香川短期大学               | 生活文化学科           | 生活介護福祉専攻                   | 香川県綾歌郡宇多津町 |
| 今治明徳短期大学           | ライフデザイン学科     | 介護福祉コース                     | 愛媛県今治市         |
| 九州大谷短期大学           | 福祉学科               |                                    | 福岡県筑後市         |
| 西日本短期大学             | 社会福祉学科           |                                    | 福岡県福岡市         |
| 佐賀女子短期大学           | 地域みらい学科         | 福祉とソーシャルケアコース         | 佐賀県佐賀市         |
| 西九州大学短期大学部       | 地域生活支援学科       | 介護福祉コース                     | 佐賀県佐賀市         |
| 長崎短期大学               | 地域共生学科           | 介護福祉コース                     | 長崎県佐世保市       |
| 中九州短期大学             | 経営福祉学科           | 介護福祉士コース                   | 熊本県八代市         |
| 別府溝部学園短期大学       | 介護福祉学科           |                                    | 大分県別府市         |
| 鹿児島女子短期大学         | 生活科学科             | 生活福祉専攻                       | 鹿児島県鹿児島市     |

### 専修学校・各種学校
2021年現在、専修学校、または各種学校である介護福祉士養成施設は、募集停止校を除き213校存在する。

#### 北海道
| 学校名                         | 学科名               | 修業年限 | 所在地             |
| ------------------------------ | -------------------- | -------- | ------------------ |
| 栗山町立北海道介護福祉学校     | 介護福祉学科         | 2年制    | 北海道夕張郡栗山町 |
| 旭川福祉専門学校               | 介護福祉科           | 2年制    | 北海道上川郡東川町 |
| 大原医療福祉専門学校           | 介護福祉学科         | 2年制    | 北海道札幌市       |
| 帯広コア専門学校               | 介護福祉科           | 2年制    | 北海道帯広市       |
| オホーツク社会福祉専門学校     | 介護福祉科           | 2年制    | 北海道北見市       |
| くしろせんもん学校             | 介護環境科           | 2年制    | 北海道釧路市       |
| 札幌医学技術福祉歯科専門学校   | 介護福祉士科         | 2年制    | 北海道札幌市       |
| 札幌医療秘書福祉専門学校       | 介護福祉科           | 2年制    | 北海道札幌市       |
| せいとく介護こども福祉専門学校 | 介護福祉科           | 2年制    | 北海道札幌市       |
| 函館臨床福祉専門学校           | 介護福祉士科         | 2年制    | 北海道函館市       |
| 北海道福祉教育専門学校         | 自立支援介護福祉学科 | 2年制    | 北海道室蘭市       |
| 専門学校北海道福祉・保育大学校 | 介護福祉学科         | 2年制    | 北海道札幌市       |
| 専門学校北海道福祉・保育大学校 | 社会福祉学科         | 4年制    | 北海道札幌市       |

#### 東北地方
| 学校名                                     | 学科名       | 修業年限 | 所在地         |
| ------------------------------------------ | ------------ | -------- | -------------- |
| 北日本医療福祉専門学校                     | 介護福祉科   | 2年制    | 岩手県盛岡市   |
| 専修大学北上福祉教育専門学校               | 福祉介護科   | 2年制    | 岩手県北上市   |
| 盛岡医療福祉スポーツ専門学校               | 介護福祉学科 | 2年制    | 岩手県盛岡市   |
| 仙台医療秘書福祉専門学校                   | 介護福祉科   | 2年制    | 宮城県仙台市   |
| 仙台医療福祉専門学校                       | 介護福祉学科 | 2年制    | 宮城県仙台市   |
| 東北文化学園専門学校                       | 介護福祉科   | 2年制    | 宮城県仙台市   |
| 東北保健医療専門学校                       | 介護福祉科   | 2年制    | 宮城県仙台市   |
| 大原簿記情報ビジネス医療福祉専門学校山形校 | 介護福祉学科 | 2年制    | 山形県山形市   |
| 新庄コアカレッジ                           | 介護福祉科   | 2年制    | 山形県新庄市   |
| iキャリア医療福祉専門学校                  | 介護福祉学科 | 2年制    | 福島県郡山市   |
| 郡山健康科学専門学校                       | 介護福祉学科 | 2年制    | 福島県郡山市   |
| 国際医療看護福祉大学校                     | 介護福祉学科 | 2年制    | 福島県郡山市   |
| しらかわ介護福祉専門学校                   | 介護福祉学科 | 2年制    | 福島県白河市   |
| 福島介護福祉専門学校                       | 介護福祉学科 | 2年制    | 福島県二本松市 |

#### 関東地方
| 学校名                                   | 学科名               | 修業年限 | 所在地             |
| ---------------------------------------- | -------------------- | -------- | ------------------ |
| アール医療福祉専門学校                   | 介護福祉学科         | 2年制    | 茨城県土浦市       |
| いばらき中央福祉専門学校                 | 介護福祉科           | 2年制    | 茨城県水戸市       |
| 筑波医療福祉専門学校                     | 介護福祉学科         | 2年制    | 茨城県つくば市     |
| リリーこども&スポーツ専門学校            | 介護ふくし学科       | 2年制    | 茨城県水戸市       |
| AOI国際福祉専門学校                      | 介護福祉学科         | 2年制    | 茨城県土浦市       |
| つくばアジア福祉専門学校                 | 介護福祉科           | 2年制    | 茨城県土浦市       |
| 茨城北西看護専門学校                     | 介護福祉学科         | 2年制    | 茨城県常陸大宮市   |
| 駿優国際医療ビジネス専門学校             | 介護福祉士養成コース | 2年制    | 茨城県水戸市       |
| 国際看護介護保育専門学校                 | 介護福祉学科         | 2年制    | 栃木県宇都宮市     |
| 中央福祉医療専門学校                     | 介護福祉科           | 2年制    | 栃木県小山市       |
| 栃木介護福祉士専門学校                   | 介護福祉学科         | 2年制    | 栃木県宇都宮市     |
| マロニエ医療福祉専門学校                 | 介護福祉学科         | 2年制    | 栃木県栃木市       |
| さくら総合専門学校                       | 介護福祉科           | 2年制    | 栃木県さくら市     |
| 大泉保育福祉専門学校                     | 福祉科               | 2年制    | 群馬県邑楽郡大泉町 |
| 太田医療技術専門学校                     | 介護福祉学科         | 2年制    | 群馬県太田市       |
| 群馬パース大学福祉専門学校               | 介護福祉学科         | 2年制    | 群馬県渋川市       |
| 専門学校高崎福祉医療カレッジ             | 介護福祉学科         | 2年制    | 群馬県高崎市       |
| 前橋医療福祉専門学校                     | 介護福祉学科         | 2年制    | 群馬県前橋市       |
| 秋草学園福祉教育専門学校                 | 介護福祉科           | 2年制    | 埼玉県所沢市       |
| 大川学園医療福祉専門学校                 | 介護福祉学科         | 2年制    | 埼玉県飯能市       |
| 大原医療秘書福祉専門学校大宮校           | 介護福祉学科         | 2年制    | 埼玉県さいたま市   |
| 関東福祉専門学校                         | 介護福祉科           | 2年制    | 埼玉県鴻巣市       |
| かんな福祉専門学校                       | 介護福祉科           | 2年制    | 埼玉県児玉郡神川町 |
| 埼玉福祉保育医療製菓調理専門学校         | 介護福祉士科         | 2年制    | 埼玉県さいたま市   |
| 吉川福祉専門学校                         | 介護福祉科           | 2年制    | 埼玉県吉川市       |
| 江戸川学園おおたかの森専門学校           | 介護福祉学科         | 2年制    | 千葉県流山市       |
| 大原医療秘書福祉専門学校千葉校           | 介護福祉科           | 2年制    | 千葉県千葉市       |
| 亀田医療技術専門学校                     | 介護福祉学科         | 2年制    | 千葉県鴨川市       |
| 京葉介護福祉専門学校                     | 介護福祉科           | 2年制    | 千葉県千葉市       |
| 専門学校新国際福祉カレッジ               | 介護福祉学科         | 2年制    | 千葉県四街道市     |
| 中央介護福祉専門学校                     | 介護福祉科           | 2年制    | 千葉県千葉市       |
| 成田国際福祉専門学校                     | 介護福祉士学科       | 2年制    | 千葉県成田市       |
| 松山学園松山福祉専門学校                 | 介護福祉科           | 2年制    | 千葉県松戸市       |
| アルファ医療福祉専門学校                 | 介護福祉学科         | 2年制    | 東京都町田市       |
| 大原簿記公務員医療福祉保育専門学校立川校 | 介護福祉学科         | 2年制    | 東京都立川市       |
| 品川介護福祉専門学校                     | 介護福祉学科         | 2年制    | 東京都品川区       |
| 世田谷福祉専門学校                       | 介護福祉学科         | 2年制    | 東京都世田谷区     |
| 東京医療秘書福祉専門学校                 | 介護福祉科           | 2年制    | 東京都文京区       |
| 東京心理音楽療法福祉専門学校             | 介護福祉学科         | 2年制    | 東京都豊島区       |
| 東京福祉専門学校                         | 介護福祉士科         | 2年制    | 東京都江戸川区     |
| 東京福祉保育専門学校                     | 介護福祉士学科       | 2年制    | 東京都豊島区       |
| 東京未来大学福祉保育専門学校             | 介護福祉科           | 2年制    | 東京都足立区       |
| 東京YMCA医療福祉専門学校                 | 介護福祉科           | 2年制    | 東京都国立市       |
| 日本福祉教育専門学校                     | 介護福祉学科         | 2年制    | 東京都新宿区       |
| 町田福祉保育専門学校                     | 介護福祉学科         | 2年制    | 東京都町田市       |
| 読売理工医療福祉専門学校                 | 介護福祉学科         | 2年制    | 東京都文京区       |
| 早稲田速記医療福祉専門学校               | 介護福祉科           | 2年制    | 東京都豊島区       |
| 千住介護福祉専門学校                     | 介護福祉学科         | 2年制    | 東京都足立区       |
| 首都医校                                 | 介護福祉学科         | 2年制    | 東京都新宿区       |
| 医療ビジネス観光福祉専門学校             | 介護福祉学科         | 2年制    | 神奈川県相模原市   |
| 大原医療秘書福祉保育専門学校横浜校       | 介護福祉学科         | 2年制    | 神奈川県横浜市     |
| 神奈川社会福祉専門学校                   | 介護福祉科           | 2年制    | 神奈川県平塚市     |
| 湘南医療福祉専門学校                     | 介護福祉科           | 2年制    | 神奈川県横浜市     |
| YMCA健康福祉専門学校                     | 介護福祉科           | 2年制    | 神奈川県厚木市     |

#### 中部地方
| 学校名                                         | 学科名               | 修業年限 | 所在地               |
| ---------------------------------------------- | -------------------- | -------- | -------------------- |
| 国際こども・福祉カレッジ                       | 福祉健康サポート学科 | 2年制    | 新潟県新潟市         |
| 長岡崇徳福祉専門学校                           | 介護福祉学科         | 2年制    | 新潟県長岡市         |
| 長岡こども・医療・介護専門学校                 | 介護福祉科           | 2年制    | 新潟県長岡市         |
| 長岡こども福祉カレッジ                         | 介護福祉科           | 2年制    | 新潟県長岡市         |
| 新潟医療福祉カレッジ                           | 介護福祉科           | 2年制    | 新潟県新潟市         |
| 上越保健医療福祉専門学校                       | 介護福祉科           | 2年制    | 新潟県上越市         |
| 長岡介護福祉専門学校あゆみ                     | 介護福祉科           | 3年制    | 新潟県長岡市         |
| 日本こども福祉専門学校                         | 介護福祉学科         | 2年制    | 新潟県新潟市         |
| 大原簿記情報ビジネス医療福祉保育専門学校甲府校 | 介護福祉学科         | 2年制    | 山梨県甲府市         |
| 帝京福祉専門学校                               | 介護福祉科           | 2年制    | 山梨県山梨市         |
| 優和福祉専門学校                               | 介護福祉科           | 2年制    | 山梨県中巨摩郡昭和町 |
| 信州スポーツ医療福祉専門学校                   | 介護福祉学科         | 2年制    | 長野県長野市         |
| 長野社会ふくし専門学校                         | 介護福祉学科         | 2年制    | 長野県長野市         |
| 信州介護福祉専門学校                           | 介護福祉学科         | 2年制    | 長野県塩尻市         |
| 静岡福祉医療専門学校                           | 介護福祉学科         | 2年制    | 静岡県静岡市         |
| 静岡福祉医療専門学校                           | 総合福祉学科         | 3年制    | 静岡県静岡市         |
| 聖隷クリストファー大学介護福祉専門学校         | 介護福祉学科         | 2年制    | 静岡県浜松市         |
| 大原介護福祉専門学校沼津校                     | 介護福祉科           | 2年制    | 静岡県沼津市         |
| 富山医療福祉専門学校                           | 介護福祉学科         | 2年制    | 富山県滑川市         |
| 北陸ビジネス福祉専門学校                       | 介護福祉学科         | 2年制    | 富山県富山市         |
| 専門学校アリス学園                             | 介護福祉学科         | 2年制    | 石川県金沢市         |
| 金沢福祉専門学校                               | 介護福祉学科         | 2年制    | 石川県金沢市         |
| 国際医療福祉専門学校七尾校                     | 介護福祉学科         | 2年制    | 石川県七尾市         |
| 大原スポーツ医療保育福祉専門学校               | 介護福祉科           | 2年制    | 福井県福井市         |
| 福井県医療福祉専門学校                         | こども・介護学科     | 2年制    | 福井県福井市         |
| 若狭医療福祉専門学校                           | 介護福祉科           | 2年制    | 福井県三方郡美浜町   |
| サンビレッジ国際医療福祉専門学校               | 介護福祉学科         | 2年制    | 岐阜県揖斐郡池田町   |
| あいち福祉医療専門学校                         | 介護福祉学科         | 2年制    | 愛知県名古屋市       |
| 慈恵福祉保育専門学校                           | 介護福祉学科         | 2年制    | 愛知県岡崎市         |
| 中部福祉保育医療専門学校                       | 介護福祉学科         | 2年制    | 愛知県豊川市         |
| ナゴノ福祉歯科医療専門学校                     | 介護福祉科           | 2年制    | 愛知県名古屋市       |
| 名古屋医療秘書福祉専門学校                     | 介護福祉科           | 2年制    | 愛知県名古屋市       |
| 名古屋福祉専門学校                             | 介護福祉学科         | 2年制    | 愛知県名古屋市       |
| 日本福祉大学中央福祉専門学校                   | 介護福祉士科         | 2年制    | 愛知県名古屋市       |
| 保育・介護・ビジネス名古屋専門学校             | 介護福祉学科         | 2年制    | 愛知県名古屋市       |
| 田原福祉グローバル専門学校                     | 介護福祉学科         | 2年制    | 愛知県田原市         |

#### 近畿地方
| 学校名                                  | 学科名             | 修業年限 | 所在地               |
| --------------------------------------- | ------------------ | -------- | -------------------- |
| 鈴鹿オフィスワーク医療福祉専門学校      | 介護福祉科         | 2年制    | 三重県鈴鹿市         |
| 三重介護福祉専門学校                    | 介護福祉士科       | 2年制    | 三重県津市           |
| 専門学校ユマニテク医療福祉大学校        | 介護福祉学科       | 2年制    | 三重県四日市市       |
| 四日市福祉専門学校                      | 介護福祉学科       | 2年制    | 三重県四日市市       |
| 華頂社会福祉専門学校                    | 介護福祉科         | 2年制    | 滋賀県大津市         |
| 京都医療福祉専門学校                    | 福祉メディカル科   | 2年制    | 京都府京都市         |
| 京都福祉専門学校                        | 介護福祉科         | 2年制    | 京都府宇治市         |
| 京都YMCA国際福祉専門学校                | 介護福祉学科       | 2年制    | 京都府京都市         |
| 舞鶴YMCA国際福祉専門学校                | 介護福祉学科       | 2年制    | 京都府舞鶴市         |
| 大阪医療秘書福祉専門学校                | 介護福祉科         | 2年制    | 大阪府大阪市         |
| 大阪国際福祉専門学校                    | 介護福祉科         | 2年制    | 大阪府大阪市         |
| 大阪コミュニティワーカー専門学校        | コミュニティケア科 | 3年制    | 大阪府大阪市         |
| 大阪社会福祉専門学校                    | 介護福祉科         | 2年制    | 大阪府貝塚市         |
| 大阪保健福祉専門学校                    | 介護福祉科         | 2年制    | 大阪府大阪市         |
| 大原医療福祉製菓専門学校梅田校          | 介護福祉学科       | 2年制    | 大阪府大阪市         |
| 関西社会福祉専門学校                    | 介護福祉科         | 2年制    | 大阪府大阪市         |
| 北大阪福祉専門学校                      | 介護福祉学科       | 2年制    | 大阪府大阪市         |
| 近畿社会福祉専門学校                    | 介護福祉科         | 2年制    | 大阪府大阪市         |
| 鴻池生活科学専門学校                    | 介護福祉学科       | 2年制    | 大阪府東大阪市       |
| 南海福祉看護専門学校                    | 介護社会福祉科     | 2年制    | 大阪府高石市         |
| 箕面学園福祉保育専門学校                | 介護福祉科         | 2年制    | 大阪府箕面市         |
| 大阪総合福祉専門学校                    | 介護福祉学科       | 2年制    | 大阪府大阪市         |
| ポプラ介護福祉学校                      | 介護福祉学科       | 2年制    | 大阪府池田市         |
| 森ノ宮医療学園ウェルランゲージスクール  | 介護福祉学科       | 2年制    | 大阪府大阪市         |
| OSJとよなかケアスクール                 | 介護福祉科         | 2年制    | 大阪府豊中市         |
| 兵庫県立総合衛生学院中山手分校          | 介護福祉学科       | 2年制    | 兵庫県神戸市         |
| 大原医療福祉&スポーツ保育専門学校姫路校 | 介護福祉学科       | 2年制    | 兵庫県姫路市         |
| 関西保育福祉専門学校                    | 介護福祉科         | 2年制    | 兵庫県尼崎市         |
| 神戸医療福祉専門学校中央校              | 介護福祉士科       | 2年制    | 兵庫県神戸市         |
| 神戸リハビリテーション福祉専門学校      | 介護福祉科         | 2年制    | 兵庫県神戸市         |
| 姫路ハーベスト医療福祉専門学校          | 介護福祉学科       | 2年制    | 兵庫県姫路市         |
| 姫路福祉保育専門学校                    | 介護福祉学科       | 2年制    | 兵庫県姫路市         |
| 篠山学園                                | 介護福祉科         | 2年制    | 兵庫県丹波篠山市     |
| 関西学研医療福祉学院                    | 介護福祉学科       | 2年制    | 奈良県奈良市         |
| 奈良介護福祉中央学院                    | 介護福祉学科       | 2年制    | 奈良県奈良市         |
| 奈良ひびき福祉専門学院                  |                    | 2年制    | 奈良県天理市         |
| 和歌山社会福祉専門学校                  | 介護福祉科         | 2年制    | 和歌山県有田郡広川町 |
| 和歌山YMCA国際福祉専門学校              | 介護福祉士科       | 2年制    | 和歌山県和歌山市     |

#### 中国地方
| 学校名                                 | 学科名             | 修業年限 | 所在地             |
| -------------------------------------- | ------------------ | -------- | ------------------ |
| 鳥取社会福祉専門学校                   | 介護福祉科         | 2年制    | 鳥取県鳥取市       |
| YMCA米子医療福祉専門学校               | 介護福祉士科       | 2年制    | 鳥取県米子市       |
| トリニティカレッジ出雲医療福祉専門学校 | 介護福祉学科       | 2年制    | 島根県出雲市       |
| 島根総合福祉専門学校                   | 介護福祉実践科     | 3年制    | 島根県安来市       |
| 山陰中央専門大学校                     | 国際介護福祉士学科 | 2年制    | 島根県松江市       |
| 旭川荘厚生専門学院                     | 介護福祉学科       | 2年制    | 岡山県岡山市       |
| 岡山医療福祉専門学校                   | 介護福祉学科       | 2年制    | 岡山県岡山市       |
| 専門学校岡山ビジネスカレッジ           | 介護福祉学科       | 2年制    | 岡山県岡山市       |
| 順正高等看護福祉専門学校               | 介護福祉学科       | 2年制    | 岡山県高梁市       |
| くらしき総合福祉専門学校               | 介護福祉学科       | 2年制    | 岡山県倉敷市       |
| 美作市スポーツ医療看護専門学校         | 介護福祉学科       | 2年制    | 岡山県美作市       |
| IGL医療福祉専門学校                    | 介護福祉学科       | 2年制    | 広島県広島市       |
| 広島国際医療福祉専門学校               | 人間総合福祉学科   | 2年制    | 広島県広島市       |
| 尾道福祉専門学校                       | 介護福祉科         | 2年制    | 広島県尾道市       |
| トリニティカレッジ広島医療福祉専門学校 | 介護福祉学科       | 2年制    | 広島県広島市       |
| 広島福祉専門学校                       | 介護福祉科         | 2年制    | 広島県安芸郡海田町 |
| 広島福祉専門学校                       | 介護保育科         | 3年制    | 広島県安芸郡海田町 |
| 専門学校福祉リソースカレッジ広島       | 介護福祉士科       | 2年制    | 広島県安芸郡府中町 |
| ヒューマンウェルフェア広島専門学校     | 介護福祉学科       | 2年制    | 広島県広島市       |
| 専門学校西広島福祉学院                 | 介護福祉科         | 2年制    | 広島県広島市       |
| 岩国YMCA国際医療福祉専門学校           | 介護福祉学科       | 2年制    | 山口県岩国市       |
| 下関福祉専門学校                       | 介護福祉学科       | 2年制    | 山口県下関市       |
| YIC看護福祉専門学校                    | 介護福祉学科       | 2年制    | 山口県防府市       |

#### 四国地方
| 学校名                             | 学科名                 | 修業年限 | 所在地       |
| ---------------------------------- | ---------------------- | -------- | ------------ |
| 専門学校健祥会学園                 | 介護福祉学科           | 2年制    | 徳島県徳島市 |
| 専門学校徳島穴吹カレッジ           | 介護福祉コース         | 2年制    | 徳島県徳島市 |
| 専門学校穴吹パティシエ福祉カレッジ | 介護福祉学科           | 2年制    | 香川県高松市 |
| さぬき福祉専門学校                 | 介護福祉学科           | 2年制    | 香川県丸亀市 |
| 四国医療福祉専門学校               | 介護福祉学科           | 2年制    | 香川県高松市 |
| 四国学院大学専門学校               | 福祉学科               | 2年制    | 香川県三豊市 |
| 河原医療福祉専門学校               | 介護福祉科             | 2年制    | 愛媛県松山市 |
| 高知福祉専門学校                   | 介護福祉学科           | 2年制    | 高知県高知市 |
| 平成福祉専門学校                   | 介護福祉学科           | 2年制    | 高知県高知市 |
| 専修学校香南学園                   | グローバル介護福祉学科 | 2年制    | 高知県香南市 |

#### 九州・沖縄地方
| 学校名                             | 学科名                             | 修業年限 | 所在地               |
| ---------------------------------- | ---------------------------------- | -------- | -------------------- |
| 麻生医療福祉専門学校福岡校         | 介護福祉科                         | 2年制    | 福岡県福岡市         |
| 麻生医療福祉専門学校福岡校         | ソーシャルワーカー科               | 3年制    | 福岡県福岡市         |
| 大川看護福祉専門学校               | 介護福祉学科                       | 2年制    | 福岡県大川市         |
| 大原保育医療福祉専門学校福岡校     | 介護福祉学科                       | 2年制    | 福岡県福岡市         |
| 九州医療スポーツ専門学校           | 生涯スポーツトレーナー介護福祉学科 | 2年制    | 福岡県北九州市       |
| 平岡介護福祉専門学校               | 介護福祉科                         | 2年制    | 福岡県福岡市         |
| 福岡医療秘書福祉専門学校           | 介護福祉科                         | 2年制    | 福岡県福岡市         |
| 福岡介護福祉専門学校               | 介護福祉科                         | 2年制    | 福岡県福岡市         |
| 専門学校共生館国際福祉医療カレッジ | 介護福祉学科                       | 2年制    | 福岡県久留米市       |
| こころ医療福祉専門学校             | 介護福祉科                         | 2年制    | 長崎県長崎市         |
| こころ医療福祉専門学校壱岐校       | 介護福祉科                         | 2年制    | 長崎県長崎市         |
| 長崎医療こども専門学校             | 介護福祉科                         | 2年制    | 長崎県長崎市         |
| 大原保育医療福祉専門学校熊本校     | 介護福祉学科                       | 2年制    | 熊本県熊本市         |
| 九州中央リハビリテーション学院     | 介護福祉学科                       | 2年制    | 熊本県熊本市         |
| 大分介護福祉士専門学校             | 介護福祉士科                       | 2年制    | 大分県大分市         |
| 大原医療介護福祉専門学校大分校     | 介護福祉学科                       | 2年制    | 大分県大分市         |
| 智泉福祉製菓専門学校               | 介護福祉士学科                     | 2年制    | 大分県大分市         |
| 都城コアカレッジ                   | 介護福祉科                         | 2年制    | 宮崎県都城市         |
| 宮崎医療管理専門学校               | 介護福祉科                         | 2年制    | 宮崎県宮崎市         |
| 宮崎福祉医療カレッジ               | 介護福祉学科                       | 2年制    | 宮崎県日南市         |
| 宮崎保健福祉専門学校               | 介護福祉学科                       | 2年制    | 宮崎県宮崎市         |
| 豊心福祉学園                       | 介護福祉学科                       | 2年制    | 宮崎県都城市         |
| 奄美看護福祉専門学校               | こども・かいご福祉学科             | 3年制    | 鹿児島県奄美市       |
| 鹿児島医療技術専門学校             | 介護福祉科                         | 2年制    | 鹿児島県鹿児島市     |
| 鹿児島医療福祉専門学校             | 介護福祉学科                       | 2年制    | 鹿児島県鹿児島市     |
| 沖縄アカデミー専門学校             | 介護福祉学科                       | 2年制    | 沖縄県豊見城市       |
| 沖縄福祉保育専門学校               | ヒューマン介護福祉科               | 2年制    | 沖縄県那覇市         |
| 沖縄リハビリテーション福祉学院     | 介護福祉学科                       | 2年制    | 沖縄県島尻郡与那原町 |
| ソーシャルワーク専門学校           | 介護・社会福祉学科                 | 3年制    | 沖縄県中頭郡北中城村 |

### 1年制養成施設
1年制養成施設は、保育士養成施設の卒業者を対象としている。
2021年現在、1年制養成施設である介護福祉士養成施設は、募集停止校を除き19校存在する。

#### 短期大学
| 学校名                 | 学科名             | 所在地           |
| ---------------------- | ------------------ | ---------------- |
| 青森中央短期大学       | 専攻科福祉専攻     | 青森県青森市     |
| 羽陽学園短期大学       | 専攻科福祉専攻     | 山形県天童市     |
| 貞静学園短期大学       | 専攻科介護福祉専攻 | 東京都文京区     |
| 鶴見大学短期大学部     | 専攻科福祉専攻     | 神奈川県横浜市   |
| 和泉短期大学           | 専攻科介護福祉専攻 | 神奈川県相模原市 |
| 豊橋創造大学短期大学部 | 専攻科福祉専攻     | 愛知県豊橋市     |
| 華頂短期大学           | 専攻科介護専攻     | 京都府京都市     |
| 大阪城南女子短期大学   | 専攻科介護福祉専攻 | 大阪府大阪市     |
| 湊川短期大学           | 専攻科生活福祉専攻 | 兵庫県三田市     |
| 美作大学短期大学部     | 専攻科介護福祉専攻 | 岡山県津山市     |
| 九州大谷短期大学       | 専攻科福祉専攻     | 福岡県筑後市     |
| 東筑紫短期大学         | 専攻科介護福祉専攻 | 福岡県北九州市   |
| 精華女子短期大学       | 専攻科保育福祉専攻 | 福岡県福岡市     |
| 宮崎学園短期大学       | 専攻科福祉専攻     | 宮崎県宮崎市     |

#### 専門学校
| 学校名                     | 学科名           | 所在地       |
| -------------------------- | ---------------- | ------------ |
| 弘前厚生学院               | 介護福祉科       | 青森県弘前市 |
| 群馬社会福祉専門学校       | 介護福祉専攻科   | 群馬県前橋市 |
| 彰栄保育福祉専門学校       | 介護福祉専攻科   | 東京都文京区 |
| 道灌山学園保育福祉専門学校 | 介護福祉士専攻科 | 東京都荒川区 |
| 長野県福祉大学校           | 介護福祉学科     | 長野県諏訪市 |

### 過去にあった養成施設

#### 大学
- 創造学園大学ソーシャルワーク学部ソーシャルワーク学科介護福祉コース
- 愛知新城大谷大学短期大学部介護福祉学科

#### 短期大学
- つくば国際短期大学人間生活学科人間福祉専攻
- 聖徳大学短期大学部介護福祉学科第一部
- 聖徳大学短期大学部介護福祉学科第二部
- 目白大学短期大学部生活科学科生活福祉コース
- 北陸学院大学短期大学部人間福祉学科
- 岐阜経済大学コミュニティ福祉政策学科介護福祉専攻
- 愛知江南短期大学社会福祉学科
- 名古屋文理大学短期大学部介護福祉学科
- 聖泉短期大学介護福祉学科
- 四條畷学園短期大学介護福祉学科
- 芦屋学園短期大学文化福祉学科
- 賢明女子学院短期大学福祉支援学科
- 吉備国際大学短期大学部保健科保健福祉専攻
- 徳島文理大学短期大学部生活科学科生活科学専攻介護福祉士コース

#### 専修学校・各種学校
- 駒澤看護福祉専門学校介護福祉科
- 専門学校日本福祉学院介護福祉学科
- 専門学校日本福祉学院社会福祉学科
- 専門学校日本福祉学院福祉環境科
- 専門学校北海道福祉・保育大学校介護福祉学科（夜間課程）
- 東北福祉情報専門学校介護福祉科
- 足利介護福祉専門学校介護福祉学科
- 千葉福祉専門学校介護福祉科
- 織田福祉専門学校介護福祉学科
- 貞静学園保育福祉専門学校介護福祉専攻科
- 早稲田福祉専門学院介護福祉士科
- 和泉福祉専門学校介護福祉科
- YMCA福祉専門学校介護福祉科
- 専門学校日本聴能言語福祉学院介護福祉学科
- さわやか福祉専門学校介護福祉科
- 大阪医専介護福祉学科
- 大阪医専介護福祉学科夜間
- キリスト教社会福祉専門学校福祉専攻科
- 高津ライフ・ケア専門学校介護福祉科
- 京阪奈社会福祉専門学校介護福祉科
- キャピタル国際福祉専門学校介護福祉学科
- 広島YMCA健康福祉専門学校3年制介護福祉科
- 広島YMCA健康福祉専門学校介護福祉士科
- 六日市医療技術専門学校介護福祉科
- 麻生医療福祉専門学校北九州校ソーシャルワーカー科
- 麻生医療福祉専門学校北九州校介護福祉科
- 第一介護福祉専門学校介護福祉学科
- 九州環境福祉医療専門学校介護福祉科
- 九州環境福祉医療専門学校ソーシャルワーカー科
- 常盤家政調理師専門学校介護福祉科

#### 1年制養成施設
- 吉田学園総合福祉専門学校介護福祉学科（1年制）
- 愛国学園保育専門学校介護福祉士専攻科
- 東海学院大学短期大学部専攻科福祉専攻
- 名古屋柳城短期大学専攻科介護福祉専攻
- 瀬戸内短期大学専攻科福祉専攻

## 職業訓練による実施
公共職業能力開発施設が上記の専門学校等に委託して実施される職業訓練がある。これらは、各専門学校等が教育を行うが、公共職業訓練として扱われる。